# Аликсан
Аликсан (фр. Alixan) насеље је и општина у источној Француској у региону Рона-Алпи, у департману Дром која припада префектури Валанс.
По подацима из 2011. године у општини је живело 2.455 становника, а густина насељености је износила 86,81 становника/km². Општина се простире на површини од 28,28 km². Налази се на средњој надморској висини од 170 метара (максималној 224 m, а минималној 163 m).

## Демографија
| 1962. | 1968. | 1975. | 1982. | 1990. | 1999. | 2011. |
| ----- | ----- | ----- | ----- | ----- | ----- | ----- |
| 1.142 | 1.149 | 1.099 | 1.335 | 1.703 | 2.080 | 2.455 |

График промене броја становника у току последњих година